# 湿潤大陸性気候
|   |        |     |     |     |     |    |     |     |     |     |     |     |     |     |     |     |     |     |
|   |        | fa  | fb  | fc  | fd  | m  | wa  | wb  | wc  | wd  | sa  | sb  | sc  | sd  |     |     |     |     |
| E | 寒帯   |     |     |     |     |    |     |     |     |     |     |     |     |     | ET  | ET  | EF  | EF  |
| D | 亜寒帯 | Dfa | Dfb | Dfc | Dfd |    | Dwa | Dwb | Dwc | Dwd | Dsa | Dsb | Dsc | Dsd |     |     |     |     |
| C | 温帯   | Cfa | Cfb | Cfc |     |    | Cwa | Cwb | Cwc |     | Csa | Csb | Csc |     |     |     |     |     |
| B | 乾燥帯 |     |     |     |     |    |     |     |     |     |     |     |     |     | BSh | BSk | BWh | BWk |
| A | 熱帯   | Af  | Af  |     |     | Am | Aw  | Aw  |     |     | As  | As  |     |     |     |     |     |     |

| Dsa Dsb |  | Dwa Dwb |  | Dfa Dfb |

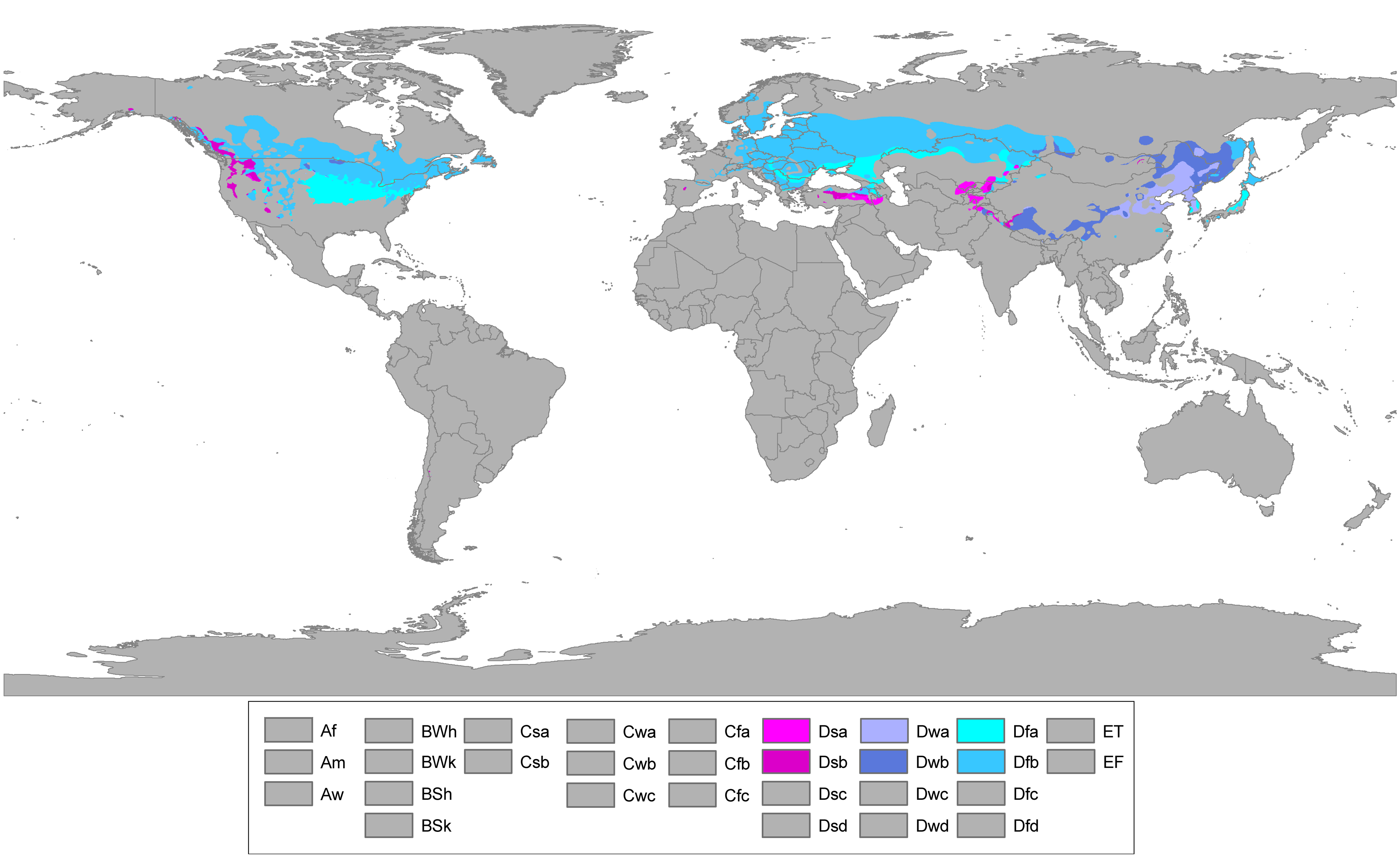
湿潤大陸性気候の分布図

湿潤大陸性気候（しつじゅんたいりくせいきこう、Humid continental climate）とは大陸性気候の一種である。
ケッペンの気候区分における気候区のひとつで冷帯に属する。元々ケッペンの気候区分には無かった気候区で、トレワーサが後になって修正した気候区分において考え出された気候区である。記号はDa（Dfa,Dwa,Dsaを含む）およびDb（Dfb,Dwb,Dsbを含む）。大陸性混合林気候と呼ぶこともある。

## 特徴
- 夏はかなり温暖で、冬は長く低温で、特に真冬においては寒さがきびしい。気温の年較差は大きい。
- 四季の変化がみられる。
- 針葉樹林と広葉樹林の混合林が広がる。
- 麦・小麦・豆・芋などの穀物の生産が多い。北海道では稲作も行われる。

## 条件
- 最寒月平均気温が-3℃未満。
- 最暖月平均気温が22℃以上または最暖月平均気温が10℃以上22℃未満かつ月平均気温が10℃以上の月が4か月以上。
- 年平均降水量が乾燥限界以上。

上記は最低条件で、さらに以下の条件によって詳細に区分される。
- Da - 最暖月平均気温が22℃以上
- Db - 最暖月平均気温が10℃以上22℃未満かつ月平均気温10℃以上の月が4か月以上

これらは降水パターンによりさらに分類される。
- Dwa/Dwb - 最多雨月が最暖月にあり、10×最少雨月降水量＜最多月雨降水量
- Dsa/Dsb - 最多雨月が最寒月にあり、3×最少雨月降水量＜最多月雨降水量かつ最少雨月降水量が30mm未満
- Dfa/Dfb - どちらでもない

なお、冷帯/亜寒帯を細分化したもう1つの気候帯である亜寒帯気候との定義上の違いは、本節冒頭に述べた3つのうち2番目の「最暖月平均気温が22℃以上または最暖月平均気温が10℃以上22℃未満かつ月平均気温が10℃以上の月が4か月以上」のみである。冷帯/亜寒帯は冬の気温によって決まっているのに対して、この細分化は冬の気温ではなく、夏の気温によってなされている。そのため、本気候帯に分類される地点であっても、冬の寒さは亜寒帯気候（特にDfc）に分類される地点に匹敵する、もしくはそれより厳しいこともあり得る（Ddの条件である最寒月の平均気温-38℃未満であっても月平均気温が10℃以上の月が4か月以上あればDb（さらに最暖月の平均気温22℃以上あればDa）となる）。実際の地点でも、例えばアメリカ合衆国本土で最も寒い都市として知られ、Icebox of the Nation（全米のアイスボックス）の異名をとる同国ミネソタ州インターナショナルフォールズは、5-9月の5ヶ月間にわたって月平均気温が10℃以上となるため本気候帯のDfbに分類されるが、最寒月である1月の平均気温は-15.3℃で、亜寒帯気候に分類される同国アラスカ州アンカレッジ（最寒月平均気温-8.3℃）、フィンランド北部のロヴァニエミ（-11.8℃）、ロシア北西部のアルハンゲリスク（-13.2℃）といった地点（いずれもDfc）のそれを下回る。Daに分類される地点であっても、例えば中華人民共和国北東部の長春（Dwa）の最寒月平均気温は-15℃であり、同様のことが言える。

## 分布

### 分布地域
- 北東アジア北部（シベリア沿海地方、中国北部、北朝鮮、韓国の内陸部、北海道、東北地方の内陸部、北関東の高原、長野県や飛騨地方などの中央高地）
- 北東アジア、中央アジア、西アジアの高原地帯
- 東ヨーロッパから中央アジアにかけての平原（シベリア鉄道沿線域にあたる）
- アメリカ北東部からロッキー山脈付近
- カナダ南部

### 主な分布都市

#### Dfa

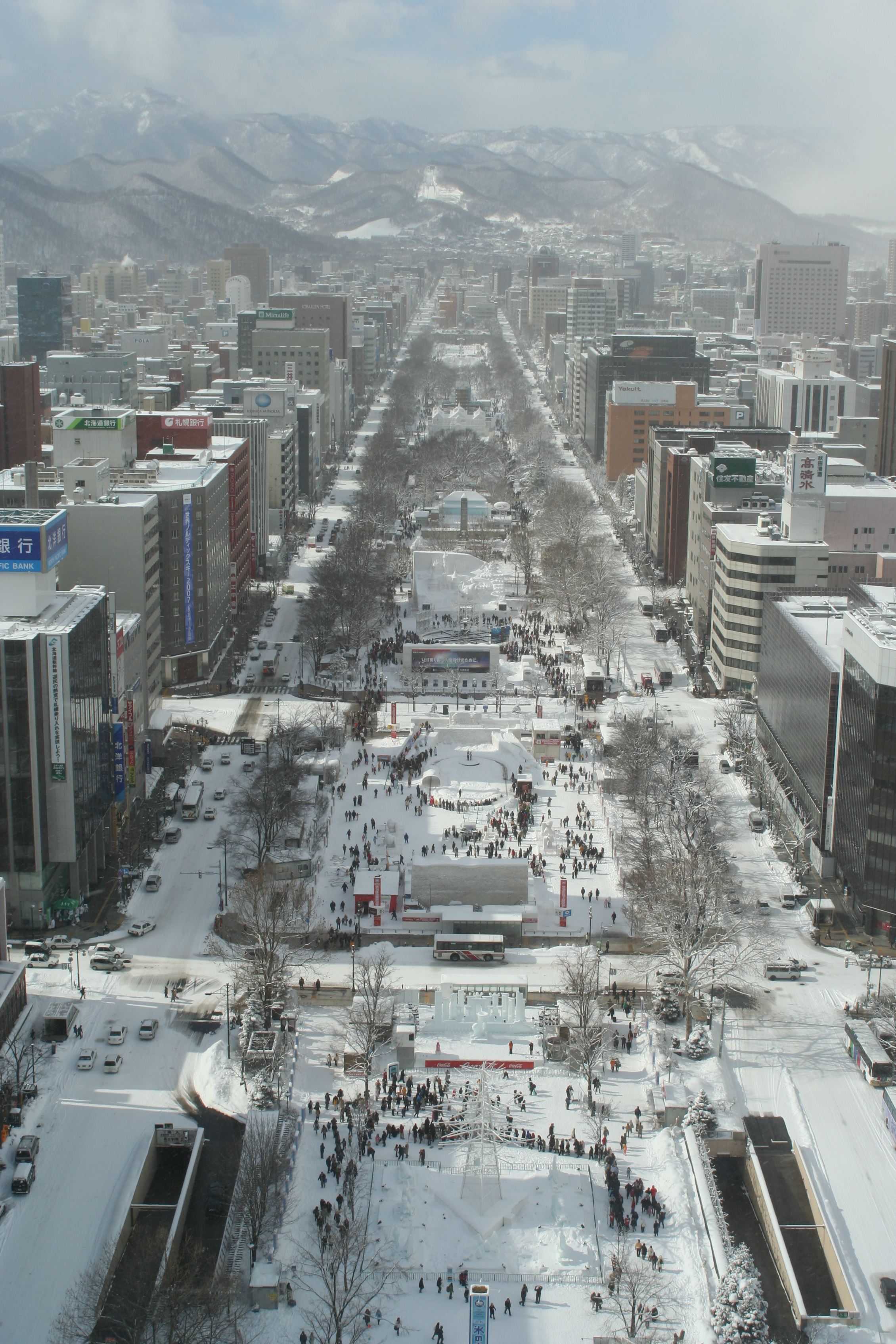
冬の札幌市（2月中旬）

- 札幌（日本） - 最寒月の平均気温が‐3.2℃かつ最暖月の平均気温が22.3℃であり気候は温暖湿潤気候に限りなく近い
- シカゴ（アメリカ・イリノイ州）
- デトロイト（アメリカ・ミシガン州）
- ボストン（アメリカ・マサチューセッツ州） - 湿潤大陸性気候と温暖湿潤気候の境界に位置する
- ミネアポリス（アメリカ・ミネソタ州）
- トロント（カナダ）
- ロストフ・ナ・ドヌ（ロシア） - ステップ気候に属することもある

#### Dfb
- 旭川（日本）最暖月の平均気温が21.2℃であり気候はDfaに近い。ただし最寒月の平均気温は-7.0℃で温帯にはならない
- 釧路（日本）
- 軽井沢（日本）
- モスクワ（ロシア）
- オムスク（ロシア）
- ノボシビルスク（ロシア）
- タリン（エストニア）
- カウナス（リトアニア）
- ヘルシンキ（フィンランド）
- オスロ（ノルウェー）
- ミンスク（ベラルーシ）
- キエフ（ウクライナ）
- ウィニペグ（カナダ）
- モントリオール（カナダ）最暖月の平均気温が21.7℃であり気候はDfaに限りなく近い。ただし最寒月の平均気温は-9.1℃で温帯にはならない
- エドモントン（カナダ）
- オタワ（カナダ）
- ミズーラ（アメリカ・モンタナ州）ステップ気候に属することもある

かつては下記の都市も該当したが、冬季の気温の上昇に伴い温帯の西岸海洋性気候(Cfb)に移行した。
- ワルシャワ（ポーランド）

#### Dwa
- 瀋陽（中国）
- 北京（中国）- ステップ気候（BSk）との境界に属する
- 長春（中国）
- ハルビン（中国）
- 平壌（北朝鮮）

かつては下記の都市も該当したが、冬季の気温の上昇に伴い温帯(Cwa)に移行した。
- ソウル （韓国）

#### Dwb
- チチハル（中国）
- ウラジオストク（ロシア）
- ハバロフスク（ロシア）
- ダリネゴルスク（ロシア）

#### Dsa
- エレバン（アルメニア）

#### Dsb
かつては下記の都市が該当したが、気温の上昇に伴い温帯(Csb)に移行した。
- スポケーン（アメリカ・ワシントン州）

## 気候の特徴
緯度が高い、標高が高い、寒流の影響を受ける、内陸のため海洋からの熱供給が少ないなどの理由で冷帯となった地域のうち比較的年平均気温が高く、植物の植生期間の長い地域がこの気候区に分類される。降水量が多い地域は温帯、降水量が少ない地域は乾燥帯に隣接している。
高緯度のため夏は太陽高度が低いが日照時間が長いため、平均気温が10℃を超える月が4か月以上ある。そのためかなり暖かく、好天なら昼は暑くなることも少なくない。特に、華北 - 中国東北部やシベリア沿海地方、北海道など、温暖湿潤気候や温帯冬季少雨気候への移行地帯となる低緯度地域などでは温帯並みの暑さになるところもある。しかし冬は日照時間が短く、気温が下がり、特に真冬にかけては最高気温が0度未満になるなど寒さの厳しい日が多くなる。また、北海道の日本海側やアメリカ・カナダの五大湖周辺部など、湖水効果の影響を受ける地域では冬の降水量（降雪量）が多い。

## 土壌と植生の特徴
降水量が多い地域では針葉樹林と広葉樹林の混合林が広がる。降水量が少ない地域は短草草原となる。
比較的肥沃な褐色森林土が最も広く分布している。降水量が少ない地域には黒色土、高緯度地域ではポドゾルなども分布している。

## 産業の特徴・その他
基本的に麦類（主に春小麦、ライ麦）・豆・芋などの穀物の生産が多い。酪農なども行われている。東アジアでは、北海道など比較的温和な地方に限り米の生産も行われている。